# Roof knocking
Roof knocking (in ebraico הקש בגג) o "bussare sul tetto" è il termine usato dalle forze di difesa israeliane (IDF) per descrivere la pratica di anticipare i bombardamenti sulle case civili nei territori palestinesi con degli ordigni non esplosivi o a basso potenziale per dare agli abitanti il tempo di fuggire dall'attacco.
Questa pratica è stata impiegata dall'IDF durante l'operazione Piombo fuso del 2008-2009, l'operazione Pilastro di difesa del 2012 e l'operazione Margine di protezione del 2014 per colpire le case di ufficiali di polizia o di leader politici o militari di Hamas.